# Clase Amazonas
La clase Amazonas es un grupo de tres patrulleros oceánicos de la Marina de Brasil construido por el constructor BAE Systems.

## Navíos
- NPaOc Amazonas (P-120)
- NPaOc Apa (P-121)
- NPaOc Araguari (P-122)

## Características
- Tripulación: 11 oficiales y 69 plazas.
- Autonomía: 35 días
- Armamento: 
  - 01 cañón MSI DS30M - Mk 44 de 30 mm
  - 02 cañones MSI DS25M - M242 de 25 mm
  - 02 ametralladoras de 12,7 mm
  - 02 puntos para rifle de 7,62 mm
  - 02 lanzacohetes iluminadores.